# ЮАС във Втората световна война
Южноафриканският съюз участва във Втората световна война на страната на Съюзниците от 6 септември 1939 година до края на войната.
Страната обявява война на Германия веднага след германското нападение срещу Полша след кратка правителствена криза, довела на власт привърженика на войната Ян Смьотс. Тя участва свои контингенти главно на Средиземноморския театър. За времето на войната над 300 хиляди южноафриканци служат във въоръжените сили, като 11 хиляди загиват.